# .cz
.cz ist die länderspezifische Top-Level-Domain (ccTLD) der Tschechischen Republik. Sie wurde am 13. Januar 1993 eingeführt und seitdem vom Unternehmen CZ.NIC mit Sitz in Prag verwaltet. Vor der Teilung der Tschechoslowakei 1993 in die selbständigen Staaten Tschechien und Slowakei nutzte der Bundesstaat Tschechoslowakei das Kürzel .cs.

## Eigenschaften
Für die Bestellung einer .cz-Domain ist es nicht notwendig, einen Wohnsitz oder eine Niederlassung im Land zu unterhalten. Die Endung steht jeder natürlichen und juristischen Person offen, die Vergabe dauert zwischen einem und drei Tagen. Insgesamt darf eine .cz-Domain zwischen einem und 63 Zeichen lang sein, sodass auch Adressen wie x.cz möglich sind. Domains, die vom Inhaber nicht verlängert werden, bleiben zunächst für Anmeldungen durch Dritte blockiert. Die Frist betrug zunächst 45 Tage und wurde 2011 auf 60 Tage verlängert.
Im Vergleich zu anderen Top-Level-Domain hat sich die Vergabestelle von .cz ausdrücklich gegen internationalisierte Domainnamen ausgesprochen. Bereits im Jahr 2008 wurde eine Umfrage durchgeführt, in der sich laut CZ.NIC über 60 Prozent der Nutzer gegen .cz-Domains mit Sonderzeichen ausgesprochen haben. Das Ergebnis wurde durch eine weitere Befragung im Dezember 2010 mit noch größerer Ablehnung bestätigt.

## Verbreitung
Nach offiziellen Angaben der Vergabestelle waren Ende 2011 über 850.000 .cz-Domains registriert. Mehr als zwei Drittel der Inhaber einer .cz-Domain waren männlich, die meisten Anmeldungen wurden aus den Städten Prag vor Brünn verzeichnet.